# Piet Velthuizen
Piet Hubertus Velthuizen (Nimega, 3 novembre 1986) è un ex calciatore olandese, di ruolo portiere.